# 1721 au Canada
Pour un article plus général, voir Chronologie du Canada.
Cet article traite des événements qui se sont produits durant l'année 1721 au Canada.

## Événements
- 4 février au 3 juin : Mathieu-Benoit Collet, procureur général au conseil supérieur de Québec, assisté du greffier Nicolas Gaspard-Boucault font une vaste enquête à travers les seigneuries pour vérifier les commodités et les incommodités à fréquenter l'église paroissiale[1].
- 19 juin : un incendie détruit la moitié de Montréal. L'intendant Michel Bégon impose de construire les maisons en pierre[2]. Les Montréalais moins fortunés vont s'établir à l’extérieur des fortifications, là où ils peuvent construire des maisons de bois. Les faubourgs Québec, Saint-Laurent et des Récollets se développent autour de la ville.
- 28 juillet : des abénakis de Narrantsouac (dans le Maine actuel) demandent au gouverneur anglais Samuel Shute de quitter leur terre[3]. Le refus des anglais va générer la guerre Guerre anglo-wabanaki.
- 20 septembre : règlement du gouverneur Vaudreuil, de l'intendant Bégon et l’évêque de Québec sur les paroisses (confirmé par arrêt du Conseil du roi de France le 3 mars 1722)[4]. Le nombre de paroisses au Québec passe de 36 (les curés se déplacent vers leurs ouailles) à 82 et la vie paroissiale s'organise.

- Établissement de la première loge de la Franc-maçonnerie au Canada, les Francs-maçons régénérés[5].
- Un village iroquois est établi à Kanesatake à l'ouest de Montréal.

## Naissances
- 21 janvier : James Murray (gouverneur), militaire et gouverneur de la province de Québec († 18 juin 1794).
- 24 février : Jean-Daniel Dumas, militaire († 1794).
- Novembre : Joseph Frederick Wallet Desbarres, militaire, cartographe et gouverneur († 27 octobre 1824).
- Alexis Landry, commerçant acadien († 6 mars 1798).
- Robert Duff, gouverneur de Terre-Neuve († 6 juin 1787).

## Décès
- 23 avril : Louis Ango de Maizerets, prêtre et supérieur du Séminaire de Québec (° 1636).
- 15 juin : Jean Léger de La Grange, marin et marchand (° 19 juin 1663).